# Sytuacja zawodowa
Sytuacja zawodowa jest kategorią bardzo obszerną. Obejmuje ona:
- charakterystyki zespołu najbliższych współpracowników, takie jak: liczebność, struktura (według poziomu kwalifikacji, płci, wieku i innych obiektywnych cech), stabilność (poziom fluktuacji kadr w zespole), częstość i intensywność oraz charakter interakcji między członkami zespołu (np. współdziałanie, rywalizacja, konsultacje lub wykonywanie poleceń);

- cechy wykonywanych zadań, takie jak: powtarzalność lub zmienność, wymagany poziom kwalifikacji i osobistego zaangażowania, intensywność pracy i jej wahania, stopień uzależnienia od współpracowników, możliwość obiektywnej oceny jakości i ilości wykonanej pracy, stopień trwałości wykonywanego zadania (jego sezonowość, zmienność, poziom nowoczesności i związany z tym przyszłościowy charakter ewentualnie zanikanie wraz ze zmianami technologii);

- sytuację prawną uczestników organizacji, zwłaszcza charakter umowy o pracę, warunki jej rozwiązania lub zmiany, gwarancje stabilności zatrudnienia, poziom ryzyka osobistej odpowiedzialności związanej z wykonywaniem pracy (np. lekarz lub kierowca);

- fizyczne warunki wykonywania pracy, zwłaszcza poziom ich uciążliwości, wynikający z takich czynników jak: wyposażenie techniczne, temperatura, poziom hałasu, zatłoczenie, godziny pracy itp.;

- płaca, zwłaszcza jego relatywna wysokość w stosunku do wynagrodzenia kolegów z zespołu oraz osób wykonujących podobną pracę w innych organizacjach, warunki i szanse awansu płacowego i możliwość dodatkowych dochodów, regularność i pewność otrzymywania wynagrodzenia;

- sytuację formalną, czyli miejsce w strukturze organizacyjnej, związane z nim obowiązki, władza, odpowiedzialność i prestiż wraz z jego zewnętrznymi oznakami;

- dostęp do informacji, zwłaszcza takie jego cechy jak: kompletność, regularność, szybkość, aktualność itp.